# Baddy Doub
Baddy Doub är ett musikalbum och tillika debutalbum av den libanesiska sångaren Elissa, utgivet 1999 på EMI. Titelspåret, som producerades av Jean-Marie Riachi, släpptes som singel och är en duett med den franske Gypsy jazz-sångaren Gerard Ferrer.

## Låtlista
| Nr           | Titel                                   | Kompositör                                       | Längd |
| ------------ | --------------------------------------- | ------------------------------------------------ | ----- |
| 1.           | Baddy Doub (بدي دوب)                    | text: Elias Nasser, musik: Gülşen Bayraktar      | 3:57  |
| 2.           | Dalolak (دا لولاك)                      | text: Mohammed Hassan, musik: Salah El Charnoubi | 4:55  |
| 3.           | Hilm Al Ahlam (حلم الاحلام)             | text: Adel Raffoul, musik: Nasser El Assaad      | 4:21  |
| 4.           | Waynak Habibi (وينك حبيبي)              | text: Adel Raffoul, musik: Ozkan Turgay          | 4:40  |
| 5.           | Elissa (اليسا)                          | text: Adel Raffoul, musik: Ben Deniz             | 4:43  |
| 6.           | Chou Masar (شو ما صار)                  | text: Elias Nasser, musik: Serdar Ortag          | 3:35  |
| 7.           | Zaalan (زعلان)                          | text: Elias Nasser, musik: Nasser El Assaad      | 3:20  |
| 8.           | Ghali (غالي)                            | text: Elias Nasser, musik: Serder Ortag          | 4:00  |
| 9.           | Da Lolak (Oriental Mix) (دا لولاك)      |                                                  | 4:55  |
| 10.          | Hilm Al Ahlam (French Mix) (حلم الاحلا) |                                                  | 4:19  |
| Total längd: | Total längd:                            | Total längd:                                     | 42:28 |